# Lukáš Lacko
Lukáš Lacko (* 3. listopadu 1987, Piešťany, Československo) je slovenský profesionální tenista. Nejvýše postavený na žebříčku ATP byl ve dvouhře na 72. místě (1. únor 2010) a ve čtyřhře na 212. místě (1. únor 2010). Dosud nevyhrál žádný turnaj na okruhu ATP World Tour. Byl ve finále turnaje ITF ze série Challengeru v chorvatské Rijece 7. května 2007, kde prohrál s domácím Marinem Čilićem 5–7, 2–6. Také nastoupil za daviscupový tým Slovenska. Jeho trenéry byli Tibor Macko, Peter Huber a Milan Martinec.

## Finálové účasti na turnajích ATP World Tour (0)
Žádného finále na ATP se neúčastnil.

## Tituly na turnajích ATP Challenger Tour (5)

### Dvouhra (3)
| Č. | Datum             | Turnaj  | Povrch    | Soupeř ve finále | Výsledek         |
| 1. | 21. říjen, 2007   | Kolding | tvrdý (h) | Gilles Müller    | 7-6(3), 6-4      |
| 2. | 23. květen, 2009  | Fergana | tvrdý     | Samuel Groth     | 4-6, 7-5, 7-6(4) |
| 3. | 1. listopad, 2009 | Soul    | tvrdý     | Dušan Lojda      | 6-4, 6-2         |

### Čtyřhra (2)
| Č. | Datum           | Turnaj     | Povrch | Partner        | Soupeř ve finále                      | Výsledek       |
| 1. | 30. duben, 2006 | Dharwad    | tvrdý  | Kamil Čapkovic | Sanchai Ratiwatana Sonchat Ratiwatana | 6-3, 7-5       |
| 2. | 13. září, 2009  | Saint-Rémy | tvrdý  | Jiří Krkoška   | Ruben Bemelmans Niels Desein          | 6-1, 3-6, 10-3 |

## Davisův pohár
Lukáš Lacko se zúčastnil 7 zápasů v Davisově poháru za tým Slovenska s bilancí 6-6 ve dvouhře a 0-2 ve čtyřhře.

## Postavení na žebříčku ATP na konci sezóny

### Dvouhra
| Rok    | 2004  | 2005   | 2006   | 2007   | 2008   | 2009  |
| Pořadí | 1034. | ▲ 423. | ▲ 225. | ▲ 138. | ▼ 318. | ▲ 82. |

### Čtyřhra
| Rok    | 2004  | 2005    | 2006   | 2007   | 2008   | 2009   |
| Pořadí | 1323. | ▼ 1656. | ▲ 341. | ▼ 396. | ▼ 764. | ▲ 213. |